# Guerre vénéto-ottomane (1499-1503)
Pour les articles homonymes, voir Guerre vénéto-ottomane.
Guerres vénéto-ottomanes
La guerre vénéto-ottomane de 1499 à 1503 est une guerre qui a opposé la république de Venise et ses alliés à l'Empire ottoman de 1499 à 1503. 

## Contexte historique
En 1499, la paix entre l'Empire ottoman et Venise durait depuis vingt ans, favorisée par la présence aux mains des Européens du prétendant à l'Empire Djem, le frère du sultan Bayezid II. Depuis sa défaite au cours de la précédente guerre, la République ne possédait plus en Grèce continentale que quelques enclaves : Navarin, Modon et Coron en Messénie, Lépante, Monemvasia.
La mort de Djem rendit les mains libres au Sultan, qui développa sa flotte notamment en 1498-1499. De son côté, Venise était mal préparée à la guerre : les garnisons et les fortifications avaient été négligées et la flotte manquait d'expérience.

## La guerre
Le siège de Lépante débuta en août 1499, par la terre. La flotte ottomane gagna le golfe de Corinthe après avoir ravagé le golfe de Coron et eut des accrochages victorieux avec les Vénitiens sur les côtes de Messénie. La ville tomba le 29 août. Les Ottomans lancèrent par ailleurs des attaques en Dalmatie et jusqu'au Frioul.
Après l'interruption des opérations en hiver et l'échec d'une ambassade vénitienne, les hostilités reprirent : Modon tomba le 9 août 1500 après six semaines de siège, suivie par Coron et Navarin. La perte des « yeux de la République » (surnom des villes de Coron et Modon), possessions vénitiennes depuis trois siècles, revêtait une importance symbolique que N. Vatin qualifie de « fin d'un monde ». Cependant, grâce à l'aide des Espagnols, Venise captura l'île de Céphalonie en décembre.
Le 30 mai 1501, une alliance fut conclue entre Venise, le Pape et la Hongrie. Le 30 août 1502, les Vénitiens s'emparèrent de Leucade avec l'appui d'une flotte papale, mais ils perdirent la cité albanaise de Durazzo la même année.

## Paix et bilan
Fin 1502, les deux belligérants entamèrent des négociations : les Vénitiens étaient en effet épuisés, tandis que les Ottomans avaient réalisé leur objectif et avaient des problèmes en Anatolie (mouvement des Qizilbash). Un accord fut conclu en décembre, confirmé l'année suivante en mai.
Selon les termes du traité, les Vénitiens reconnaissaient leurs pertes en Grèce et en Albanie et devaient rendre Leucade aux Ottomans. Ils conservaient Céphalonie ainsi que Monemvasia, leur dernière possession dans le Péloponnèse. Ils obtenaient par ailleurs le rétablissement de leurs avantages commerciaux dans l'Empire.
La Hongrie conclut de son côté une trêve de sept ans avec les Ottomans. 